# Yang Dan
Pour les articles homonymes, voir Dan.
Yang Dan est une neuroscientifique sino-américaine. Elle est professeure émérite Paul Licht de neurobiologie à l'université de Californie à Berkeley et chercheuse au Howard Hughes Medical Institute (HHMI). Elle est une ancienne récipiendaire de la bourse de recherche Alfred P. Sloan, du Beckman Young Investigators Award (en) et des Society for Neuroscience Research Awards pour l'innovation en neurosciences. Reconnue pour ses recherches sur les circuits neuronaux qui contrôlent le comportement, elle est élue à l'Académie nationale des sciences des États-Unis en 2018.
Les recherches actuelles de Dan se concentrent sur la compréhension des circuits neuronaux qui contrôlent le sommeil dans le cerveau des mammifères, ainsi que sur la manière dont le « cortex frontal exerce un contrôle exécutif descendant ». Dan utilise la souris comme organisme modèle, combinée à l'optogénétique, à l'imagerie, à la détection de virus. traçage de circuits médiatisés et électrophysiologie .

## Enfance et éducation
Dan naît et grandit à Pékin, en Chine. Elle considère son père, physicien, comme une influence clé dans sa décision de devenir scientifique, ainsi que les histoires qu'elle a entendues lorsqu'elle était enfant sur Albert Einstein et Marie Curie
Dan est diplômée de l'université de Pékin avec une licence en physique. Elle déménage aux États-Unis pour poursuivre des études supérieures à l'Université Columbia, où elle obtient son doctorat en biologie en 1994. Son directeur de thèse est Mu-ming Poo, avec qui elle mène des recherches sur « les mécanismes cellulaires de la sécrétion des neurotransmetteurs et de la plasticité synaptique »,. Elle poursuit ensuite des recherches postdoctorales à l'université Rockefeller et plus tard à la Harvard Medical School, où elle examine le codage de l'information dans le système visuel,. 

## Carrière
En 1997, Dan commence à enseigner au département de biologie moléculaire et cellulaire de l'université de Californie à Berkeley, puis devient professeure émérite Paul Licht. Elle est également chercheuse au Howard Hughes Medical Institute (HHMI). 
Ses projets de recherche portent sur les circuits neuronaux contrôlant le sommeil et le fonctionnement du cortex préfrontal. Dans un article de recherche publié en 2015 dans Nature, Dan et son équipe ont découvert que l'activation des neurones GABAergiques (en) dans la région du cerveau oblong des souris endormies les fait entrer en sommeil paradoxal ou dans l'état de rêve, alors que la même activation chez les souris lorsqu'elles sont éveillées provoque qu'ils mangent davantage,.
En 2016 elle rejoint l'International Brain Laboratory.
Dan est élue à la National Academy of Sciences (NAS) des États-Unis en 2018, en reconnaissance de ses « contributions à la compréhension des microcircuits sous-jacents au calcul cortical, des mécanismes cellulaires de la plasticité fonctionnelle et des circuits neuronaux contrôlant le sommeil », et plus généralement, de ses recherches sur les circuits neuronaux qui contrôlent le comportement.

## Vie privée
Le mari de Dan est Mu-ming Poo (en), son ancien conseiller académique et également membre de l'Académie nationale des sciences. 